# جورج توپو دوم
جورج توپو دوم (انگلیسی: George Tupou II; ۱۸ ژوئن ۱۸۷۴ – ۵ آوریل ۱۹۱۸) دومین پادشاه تونگا بود.
وی پس از درگذشت پدربزرگ مادرش جورج توپو یکم در سال ۱۸۹۳ و به علت درگذشت دو پسر پادشاه، در سن ۱۹ سالگی به سلطنت رسید و تا زمان درگذشتش در سال ۱۹۱۸ میلادی حکومت کرد. پس از وی بزرگترین دخترش سلوته توپو سوم به عنوان ملکه سلطنتی به قدرت رسید.

## نگارخانه

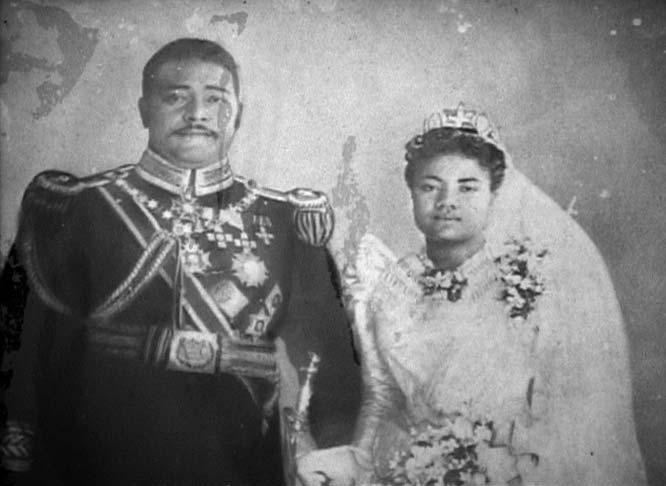
اولین ازدواج
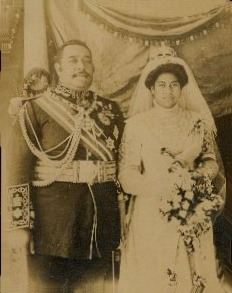
دومین ازدواج